# لويس جوزيف
لويس جوزيف (بالإنجليزية: Lois Joseph)‏ هي مبارزة بالسيف أسترالية، ولدت في 1934.

## وصلات خارجية
- لويس جوزيف على موقع أوليمبيديا (الإنجليزية)
- لويس جوزيف على موقع اللجنة الأولمبية الأسترالية (الإنجليزية)